# 劉衛流
劉衛流（りゅうえいりゅう）は、空手・古武道の流派のひとつ。

## 概要
仲井間憲里が中国に渡り、劉龍公に師事。始祖・劉龍公の「劉」と仲井間憲里の唐手名である衛克達の「衛」を取り、「劉衛流」としたとされる。始祖・劉龍公を初代とし、2代憲里、3代憲忠、4代憲孝、5代憲児と続く。一子相伝を貫いた劉衛流だが、佐久本嗣男が4代憲孝に師事し、門戸が開かれた。

## 歴史
この空手のスタイルは、1875年頃に仲井間によって沖縄に初めてもたらされた。  沖縄県久米の裕福な家庭から生まれた仲井間は 、19歳で武道の高度な研究のために中国 福州に赴く。 
中国では、琉球列島中国大使館の元警備員が、仲井間に中国武術教師であった劉を紹介。  仲井間は受け入れられ、7年間訓練を受け、数年後、東恩納寛量らとマスターから卒業証書を授与。彼は、戦闘技術から漢方薬、ハーブ治療法まで、さまざまな芸術とスキルの訓練を受けている。仲井間は中国を離れる前に福建省や広東、北京にも赴き、武道の経験をさらに深めるために、武器や巻物を集めた。